# Einsturz des Kirchengebäudes der Reigners Bible Church in Uyo
Die Reigners Bible Church war ein Kirchengebäude der lokal operierenden evangelikalen Gemeinde Reigners Bible Church International im Nordosten von Uyo, Bundesstaat Akwa Ibom, Nigeria. Durch den Einsturz am 10. Dezember 2016 wurden zahlreiche Besucher eines Gottesdienstes getötet. 

## Gebäude
Die Errichtung des Kirchengebäudes im Osten der Stadt an der Uyo Village Road wurde 2013  begonnen und war als oktogonaler Zentralbau mit einem Durchmesser von etwa 72 Metern konzipiert. Als Dach war eine Stahlkonstruktion mit 16 Sparren vorgesehen. Die Bauarbeiten sollen trotz Fehlens einer genehmigten Bauzeichnung und behördlicher Aufforderungen zum Baustopp weitergeführt worden sein. Zum Zeitpunkt des Unglücks 2016 war die Kirche noch nicht fertiggestellt, das Dach war erst zur Hälfte gedeckt. Ein Gerüst, das das Zentrum des Dachs stützte, wurde weniger als 24 Stunden vor dem Gottesdienst entfernt und bis wenige Stunden davor hatten am Gebäude noch Bauarbeiten stattgefunden.

## Einsturz
Das Bauwerk, das für mehrere Tausend Gläubige ausgelegt wurde, war am 10. Dezember 2016 aufgrund einer Ordination zahlreich besucht. Etwa 30 Minuten nach Beginn des Gottesdienstes, nach einer Kollekte, gab die Stahlkonstruktion des Dachs nach, dann stürzten die Stahlträger und das Dach ein. Es gab zahlreiche Tote, die zur Universitätsklinik des Ortes gebracht wurden. Zunächst sprach man von 60, dann von etwa 200 Todesopfern. Nach verschiedenen offiziellen Angaben lag die Anzahl der Toten bei 27–29.
Unter den Anwesenden war der Gründer der Reigners Bible Church Akan Weeks, der zum Bischof bestellt werden sollte. Ehrengast war Udom Emmanuel, der Gouverneur der Provinz, der das Unglück überlebte. Akan Weeks verlegte nach dem Unglück seine Ordination nach Abak.

## Konsequenzen
Die Regierung kündigte eine Untersuchung der Ursachen an. Die Bürgerrechtsorganisation Civil Liberties Organisation (CLO) kritisierte im April 2017, dass, obwohl die Untersuchungskommission erklärte, ihre Nachforschungen abgeschlossen zu haben, auch zwei Monate später noch kein Bericht veröffentlicht worden ist. Am 5. Juli 2017 übergab die Kommission den Bericht an die Provinzregierung, die ihn weder veröffentlichte, noch die Ergebnisse verlautbarte. Dies wurde von der CLO und dem Sprecher einer Journalistenvereinigung kritisiert. Im Februar 2018 gab die Regierung bekannt, dass sie die Staatsanwaltschaft angewiesen habe, gegen die laut dem Bericht für den Einsturz mitverantwortlichen Personen juristische Schritte einzuleiten. Im April 2018 wurde ein White Paper veröffentlicht, in dem die Ergebnisse der Untersuchungskommission zusammengefasst waren. Obwohl darin Akan Weeks beschuldigt wird, die Kirche illegal auf Regierungsland errichtet, die Arbeit an Pfuscher (wörtlich quacks) vergeben, Bauvorschriften missachtet und die Entfernung des zentralen Stützgerüstes angeordnet zu haben, sprach ihn Gouverneur Emmanuel von jeglicher Verantwortung frei, verantwortlich seien vielmehr die mit dem Bau beauftragten Fachkräfte. Der Anwalt und Menschenrechtsaktivist Inibehe Effiong, der die Veröffentlichung des White Papers durch ein Gerichtsverfahren erwirkt hatte, verurteilte diese Entscheidung.
Vorangegangene bedeutende Gebäudeeinstürze in Nigeria waren der Einsturz der Synagogue Church of all Nations in Lagos am 12. September 2014 mit etwa 116 Toten und der Einsturz eines fünfstöckigen Hochhauses in Lagos mit mindestens 34 Toten am 9. März 2016.